# Little Girl Blue (film)
Pour les articles homonymes, voir Little Girl Blue.
Pour plus de détails, voir Fiche technique et Distribution.
Little Girl Blue est un film franco-belge écrit et réalisé par Mona Achache, sorti en 2023,. Il s'agit d'un film hybride entre documentaire et fiction sur la vie de Carole Achache, la mère de la réalisatrice, qui est incarnée par Marion Cotillard,.
Le film est présenté en avant-première mondiale au festival de Cannes 2023 dans la section « Séances spéciales ».

## Synopsis
L'écrivaine et photographe Carole Achache s'est suicidée en 2016. Après sa mort, sa fille Mona Achache, une réalisatrice, a retrouvé des milliers de photographies, lettres et enregistrements audio que sa mère avait laissés derrière elle. Pour mieux comprendre la mort de sa mère et qui elle était réellement, Mona Achache a demandé à l'actrice Marion Cotillard d'incarner sa mère dans un film de style docudrame qui plonge dans l'enfance de Carole, sa relation avec sa mère, l'écrivaine Monique Lange, et les abus subis par Carole aux mains d'hommes comme l'écrivain Jean Genet.

## Fiche technique
Sauf indication contraire, les informations mentionnées dans cette section peuvent être confirmées par les bases de données cinématographiques IMDb et Allociné,  présentes dans la section « Liens externes ».
- Titre original : Little Girl Blue
- Réalisation et scénario : Mona Achache[4]
- Musique : Valentin Couineau
- Décors : Héléna Cisterne
- Costumes : Caroline Spieth
- Photographie : Noé Bach
- Son : Olivier Ronval
- Montage : Valérie Loiseleux
- Production : Yaël Fogiel et Laetitia Gonzalez
  - Production déléguée : Johan Broutin
- Sociétés de production : Les Films du poisson, Wrong Men, France 2, RTBF[6],[7]
  - SOFICA : Cinécap 6, Indéfilms 11, SG Image 2021
- Société de distribution : Tandem (France), Galeries Distribution (Belgique)
- Budget : 910 043 €[8]
- Pays de production :  France,  Belgique[9]
- Langue originale : français[8]
- Format : couleur - Dolby Digital
- Genre : biographie[10],[11], docudrame[5],[4],[12]
- Durée : 95 minutes[13]
- Dates de sortie :
  - France : 21 mai 2023 (festival de Cannes)[14] ; 15 novembre 2023 (sortie nationale)[15]
  - Belgique : 3 avril 2024 (sortie nationale)[16]
- Classification :
  - France : tous publics[17]

## Distribution
Sauf indication contraire, les informations mentionnées dans cette section peuvent être confirmées par les bases de données cinématographiques IMDb et Allociné,  présentes dans la section « Liens externes ».
- Marion Cotillard : elle-même et Carole Achache[3], née Salomon
- Mona Achache : elle-même[3]
- Marie Bunel : Kathleen Evin[18]
- Pierre Aussedat : Nikos Papatakis[18]
- Jacques Boudet : Daniel Cordier[18]
- Didier Flamand : Jorge Semprún[18]
- Marie-Christine Adam : Florence Malraux

Voix :
- Brigitte Sy : Monique Lange[18], mère de Carole Achache
- Àlex Brendemühl : Juan Goytisolo[18], second mari de Monique Lange
- Jeremy Lewin : Jean-Jacques Salomon[18], premier mari de Monique Lange et père de Carole Achache
- Jean Achache[18] : lui-même, père de Mona Achache
- Tella Kpomahou[19]
- Guy Donald Koukissa[20]

Personnes apparaissant dans les archives :
- Carole Achache
- Monique Lange
- Jean Genet
- Marguerite Duras
- Marguerite Yourcenar
- Bernard Pivot

## Production

### Genèse et développement
Le 7 janvier 2020, il a été annoncé que le CNC avait accordé une avance sur recettes au projet documentaire Little Girl Blue de Mona Achache, dont les détails de production n'étaient pas encore officialisés.
Le 10 décembre 2022, il a été annoncé que Mona Achache avait récemment tourné un film sur la vie de sa mère avec Marion Cotillard dans le rôle de la mère de la réalisatrice et que Mona Achache jouerait également dans le film qui mélange le documentaire et la fiction. Le montage a commencé le 2 janvier 2023.
Le titre Little Girl Blue (Petite Fille Triste) vient de la chanson du même nom écrite par Richard Rodgers et Lorenz Hart, dont la version chantée par Janis Joplin est présente dans le film. C'est aussi la chanson que Mona Achache et son frère ont choisie pour les funérailles de leur mère.
Le film est une coproduction entre la société française Les Films du poisson avec France 2 et les sociétés belges Wrong Men et RTBF. Le budget total du film est 910 043 €, dont 32 000 € provenant du Tax Shelter belge. Le film a également reçu le soutien de la maison Chanel, dont Marion Cotillard est l'ambassadrice,.
Le directeur de la photographie Noé Bach déclare que Barbara (2017) de Mathieu Amalric, et Vincere (2009) de Marco Bellocchio sont quelques-uns des films qui ont servi de référence pour Little Girl Blue qu'il a regardé avec la scénographe Héléna Cisterne en compagnie de la réalisatrice Mona Achache.
Mona Achache déclare qu'elle avait choisi Marion Cotillard pour jouer sa mère en raison de la ressemblance entre Cotillard et Carole Achache quand elle était jeune, et aussi parce qu'elle voulait une actrice emblématique pour le rôle, comme contrepoids à la mort de sa mère et à toute l'obscurité qu'elle avait en elle. « Il y a une espèce de ressemblance invraisemblable avec ma mère jeune, cette espèce de beauté insolente, de liberté, de charisme. Et puis l'histoire est tellement ténébreuse que j'avais envie de lui amener une femme qui viendrait complètement la contredire avec sa lumière », dit Mona Achache, qui avait rencontré Cotillard par l'intermédiaire d'amis communs, et bien qu'elles ne se connaissaient pas bien, Achache sentait qu'elles partageaient « une sensibilité similaire et, peut-être, des expériences similaires », et elle sentait aussi que Cotillard avait la capacité d'incarner sa mère. Marion Cotillard a déclaré que l'histoire racontée dans le film lui paraissait proche, car sa mère et sa grand-mère ont également subi des abus dans leurs relations avec des hommes.
Mona Achache explique le film :

« Toute ma vie, j’ai cherché ma mère, dans des figures féminines autour de moi. La mienne était trop défaillante. Et puis elle s’est pendue. Je range ses affaires. Je tombe sur des photos d’elle. J’y vois une femme sublime que je ne reconnais pas. Alors, pour la première fois de ma vie, je pars à la recherche de ma propre mère. A travers elle, je vais aussi explorer une époque, un milieu, un mouvement : le Paris littéraire des années 60/70. La révolution sexuelle, homosexuelle. La libération de la femme. Le retour de la morale et du conformisme dans les années 80. Les illusions perdues des post soixante-huitards. »

### Tournage
Le tournage se déroule à Mulhouse pendant 15 jours, entre le 20 novembre et le 10 décembre 2022,.
Le film est tourné dans l'ordre chronologique. Marion Cotillard a tourné toutes ses scènes en seulement huit jours. Elle n'avait que deux mois pour préparer pour le film.
L'appartement de Carole Achache n'existe plus, aussi bien les scènes qui se déroulent dans son appartement que tous les décors du film ont été tournés dans les bureaux d'une usine désaffectée à Mulhouse.
En raison de plusieurs problèmes tels que les voitures, les passants et la disponibilité de Marion Cotillard, il était compliqué d'organiser une journée de tournage à Paris pour les scènes de Carole déambulant dans les rues. Mona Achache a donc proposé d'utiliser un procédé de rétroprojection pour donner illusion de cet extérieur. Mona Achache et le directeur de la photographie Noé Bach ont tourné avec un Steadicam dans les rues désertes de Paris au petit matin, à l'aube et la nuit. Ces plans ont ensuite été projetés sur un mur du plateau où Cotillard marchait face caméra sur un tapis roulant avec la projection derrière elle.
Marion Cotillard portait une perruque courte et bouclée, des lentilles de contact de couleur marron pour camoufler ses yeux bleus, et maquillage prothétique pour obtenir une similitude avec Carole Achache et aussi pour son vieillissement progressif. Le maquillage a été réalisé par Daniel Weimer et le studio Accurate Dreams avec la maquilleuse Pamela Goldammer. L'équipe a passé entre deux et quatre heures chaque matin à maquiller le visage de Cotillard.

### Musique
La musique du film, composée par Valentin Couineau, est sortie le 15 novembre 2023.

## Accueil

### Festival et sortie
La première affiche du film est dévoilée le 24 avril 2023. Le film est présenté en avant-première mondiale au festival de Cannes dans la section « Séances spéciales », le 21 mai 2023.
La distribution Tandem sort le film, en France, le 15 novembre 2023. Galeries Distribution sortira le film en Belgique le 3 avril 2024.

### Critiques
En France, le site Allociné propose une moyenne de 4,0⁄5 à partir de l'interprétation de 26 critiques de presse, devenant le film le mieux noté lors de sa semaine de sortie.
Christophe Carrière de Paris Match attribue au film 5 étoiles et écrit : « On sort de là épaté et bouleversé par cette œuvre qui ne ressemble à aucune autre. »
Anne Berest a écrit pour Marie Claire : « Un film aussi fort qu'inclassable qui permet à Marion Cotillard, époustouflante, d'explorer tous les registres du sensible. »
Frédéric Foubert de Première attribue au film 4 étoiles sur 5 et écrit que Little Girl Blue est « un film d'une puissance ravageuse », mais aussi que Marion Cotillard « signe ici sa plus grande performance depuis des années. »
Adrien Gombeaud des Échos attribue au film 4 étoiles sur 5 et écrit : « Dans un dispositif intime et troublant, Mona Achache revient sur le destin douloureux de sa mère et dresse un monument à l'art de Marion Cotillard. »
CNews a attribué au film 4 étoiles sur 5, avec le commentaire : « Little Girl Blue pourra en décontenancer plus d’un, tant la mise en scène est audacieuse et singulière. Ce film très personnel nous plonge dans l’intimité d’une destinée de femmes toutes victimes de la violence et de la misogynie des hommes. »
Sandra Onana de Libération note : « Mona Achache recrute une Marion Cotillard impeccable pour ressusciter sa génitrice le temps d’une belle et tortueuse expérience de docu-fiction. »
Pascale Vergereau d'Ouest-France a écrit : « En matière de transformation, Marion Cotillard s’y connaît depuis La Môme qui lui a valu un Oscar à Hollywood. Seize ans après, elle est à nouveau métamorphosée dans Little Girl Blue, de Mona Achache », et « du cinéma en train de se faire, dans un film déroutant, impudique et assez fascinant. »
Jean-Baptiste Morain des Inrockuptibles écrit qu'il s'agit d'« un film très original, qui bien sûr apporte des réponses sans en donner au sens supposé d’un suicide » ; il ajoute : « Bravo à Mona Achache, et chapeau à Marion Cotillard de s’être engagée dans un projet à la fois ambitieux, modeste économiquement et pourtant accessible à tous·tes. »
Xan Brooks de The Guardian voit le film comme « une enquête documentaire fascinante » et choisit Little Girl Blue comme le meilleur documentaire du festival de Cannes 2023.
Álex Vicente de El País declare que le film « fonctionne également comme une sorte de documentaire sur une actrice obsessionnelle et peu sûre d'elle — comme le sont tous les perfectionnistes — que nous regardons pendant qu'elle essaie de caresser. Un peu de vérité, tomber mais se relever. Échouer encore, échouer mieux. »
Valentine Servant-Ulgu de Vanity Fair France écrit que Mona Achache « signe un objet de cinéma singulier, d’une vérité crue et saisissante, appuyée par des références culturelles et populaires, des images d’archives personnelles et une Marion Cotillard au sommet de son art. L’actrice signe ici une performance d’interprétation d’une émotion rare et épurée. »
Leslie Felperin de The Hollywood Reporter écrit que le film est « un psychodrame fascinant — avec des scoops supplémentaires de méta en plus — qui met en valeur les talents de toutes les femmes de l'histoire, en particulier Cotillard et Achache », et salue également la performance de Marion Cotillard en la qualifiant d'« une immersion complètement méthode qui culmine avec une scène de rupture déchirante qui semble combler une sorte de fossé entre les deux femmes. »
Le critique de cinéma du site Screen Daily, Jonathan Romney, a désigné Little Girl Blue comme l'un des meilleurs documentaires de 2023.
Le magazine L'Obs a inclus le film dans sa liste des « 23 films qui ont fait notre bonheur en 2023 ».

### Box-office
Lors de son premier jour d'exploitation en France, le film se place en neuvième position du box-office et compte 2 452 entrées sur 192 séances, dont 2 971 en avant-première, pour un cumul de 5 423 entrées.
Pour son premier week-end d'exploitation en salles, le film cumule 20 092 entrées sur 101 copies, se plaçant en huitième position du box-office des nouveautés. Le film cumule 26 508 entrées pour sa première semaine en France.
| Pays ou région | Box-office     | Date d'arrêt du box-office | Nombre de semaines |
| -------------- | -------------- | -------------------------- | ------------------ |
| France         | 63 185 entrées | 31 janvier 2024            | 9                  |
| Total mondial  | -              | -                          | -                  |

## Distinctions

### Nominations
- Prix Louis-Delluc 2023 : meilleur film pour Mona Achache[56]
- César 2024[57] :
  - Meilleure actrice pour Marion Cotillard
  - Meilleur montage pour Valérie Loiseleux
  - Meilleur film documentaire
- Paris Film Critics Awards 2024[58] :
  - Meilleure actrice pour Marion Cotillard
  - Meilleur documentaire
- Prix Lumières 2024 : meilleur documentaire pour Mona Achache[59]
- Trophées du Film français 2024: Trophée Scam du film documentaire pour Mona Achache[60]

### Sélections
- Festival de Cannes 2023 : sélection officielle, section « Séances Spéciales », en compétition pour L'Œil d'or[61]
- Festival La Rochelle Cinéma 2023 : sélection officielle, section « documentaires »[62]
- Festival Avant-premières des Cinémas indépendants parisiens 2023 : sélection officielle[63]
- Festival international du film d'Oldenbourg 2023 : sélection officielle[64]
- Rencontres du cinéma francophone en Beaujolais 2023 : sélection officielle, en compétition[65]
- Festival du film de Telluride 2023 : sélection officielle, section « Backlot »[66]
- Festival Les Indés 2023 : sélection officielle[67]
- Festival Ciné32 Indépendance(s) et Création 2023 : sélection officielle[68]
- Festival international du film de Rio de Janeiro 2023 : sélection officielle, section « Expectativa »[69]
- Festival du film de Londres 2023 : sélection officielle, section « Dare »[70]
- Festival du film de Cologne 2023 : sélection officielle, section « Best of Cinema Documentary »[71]
- CineLibri 2023 : sélection officielle, en compétition pour le prix du meilleur documentaire[72]
- Festival du film féministe des Lilas 2023 : sélection officielle[73]
- Festival international du film indépendant de Bordeaux 2023 : sélection officielle, hors compétition[74]
- AFI Fest 2023 : sélection officielle, section « Discovery »[75]
- Journée Art et Essai du Cinéma Européen 2023 : sélection officielle[76]
- Festival international du film de Cork 2023 : sélection officielle[77]
- Festival international du film de Marrakech 2023 : sélection officielle, section « The 11th Continent »[78]
- Rencontres des cinémas d'Europe d'Aubenas 2023 : sélection officielle, section « Panorama »[79]
- AFI European Union Film Showcase 2023 : sélection officielle[80]
- Festival du film d'Atlàntida Mallorca 2024 : sélection officielle[81]
- Brussels Art Film Festival 2024 : compétition nationale[82]